# Bat Out of Hell (single)
"Bat Out of Hell" is een Wagneriaanse rocksong geschreven door Jim Steinman en gezongen door Meat Loaf. De single kwam in januari 1979 uit en is afkomstig van het gelijknamige album dat in 1977 uitkwam.

Het werd door Todd Rundgren geproduceerd onder het label Epic Records. Het is wel een verkorte versie, want het origineel duurt 9:50 terwijl de singleversie 4:54 duurt.

## Inspiratie
Jim Steinman kreeg zijn inspiratie van nummers als Leader of the pack (The Shangri-Las - 1964) en Tell Laura I Love Her (Ray Peterson - 1960). Deze laatste was het eerste singletje dat Jim Steinman kocht en hij wilde de "meest verpletterende song aller tijden" schrijven.
Deze muziek en rock-'n-roll, dat betrekking heeft op een rampzalige gebeurtenis, geeft zó perfect de wereld van een tiener weer, dat het veel met me doet, net als een auto- of motorongeluk.
Deze single en het hele album worden vaak vergeleken met de muziek van Bruce Springsteen, met name het album Born to Run. Jim Steinman vindt dat onbegrijpelijk. Hoewel er gezamenlijke invloeden zijn, "...was Springsteen meer een inspiratie dan een invloed". Een artikel van de BBC voegde daaraan toe: "Dat Max Weinberg en Roy Bittan in Springsteens E Street Band speelden, heeft de vergelijking alleen maar versterkt".
De single en het album worden ook vergeleken met de wall of sound ("geluidsmuur") die met Phil Spector geassocieerd wordt.
Volgens Meat Loaf is het nummer "in elkaar gezet" naar aanleiding van een filmshot direct na de opening van Alfred Hitchcocks Psycho, waarin de kijker over een vallei heenkijkt en de stadsverlichting ziet. Hij zegt dat alle gasten in het Bates Motel "zouden wensen dat ze vertrokken als een vleermuis uit de hel... Geloof me of niet, maar het had niets met Bruce Springsteen te maken, maar met Alfred Hitchcocks Psycho".

## Muziek en tekst
Het nummer heeft een instrumentale opening die bijna twee minuten duurt en hoofdzakelijk gitaar en piano bevat. Dan gaat het over in een scène van kwaad, pistolen, messen, en "straten vol bloed".
Vervolgens wordt de aandacht gericht op een meisje:
Oh lieverd je bent het enige op aarde
Dat goed is, juist en rein
En waar je ook zijn mag en waarheen je ook gaat
Er zal altijd wel wat licht zijn
Het tijdschrift Sounds lichtte toe dat het "reine" meisje "altijd een belangrijk symbool" is.
Dit is de inleiding tot het refrein.

## Motorfiets
Jim Steinman stond erop dat het nummer het geluid van een motorfiets zou bevatten en hij deed zijn beklag tegen producer Todd Rundgren dat bij de laatste mixage dit geluid er niet was. Zonder een geluidsopname van een echte motorfiets te gebruiken, speelde Todd Rundgren de sectie liever zelf op zijn gitaar dat zonder onderbreken rechtstreeks in een solo overging.
In zijn autobiografie vertelt Meat Loaf dat iedereen in de studio onder de indruk was van deze improvisatie. Meat Loaf prijst het gehele optreden van Todd Rundgren in dit nummer:
In vijftien minuten speelde hij de leadsolo en daarna speelde hij de overeenstemmende gitaren aan het begin. Ik garandeer je dat dit alles hem nog geen vijfenveertig minuten heeft gekost en het nummer zelf duurt tien minuten. Dit is het meest verbazingwekkende dat ik ooit van mijn leven zag.

## Ongeluk
Todd Rundgren en Meat Loaf waren erg boos op Jim Steinman, toen hij weigerde te stoppen met schrijven nadat het nummer al zes minuten duurde. Hij wist dat hij het ongeluk nog moest doen.
De tekst beschrijft de snelheid van de motorrijder: "Sneller dan welke jongen ooit is gegaan". Hij is zo verwikkeld dat hij "de scherpe bocht niet ziet, totdat het te laat is". Drum en een brullende gitaar duiden op het ongeluk.
De motorrijder ligt ernstig verwond, "gescheurd en kronkelend onder een brandende motor". Hij ziet zijn "hart nog steeds kloppen", wat door Kasim Sulton op basgitaar 'verwoord' is.
Volgens Jim Steinman:
Ik denk niet dat er een gewelddadiger ongeluk is... Eigenlijk heeft hij zijn lichaam opengehaald en ontploft zijn hart als een vleermuis uit de hel.
Het nummer eindigt drie keer met de tekst "bat out of hell", steeds eindigend op een hoge C.

## Video
De video toont Meat Loaf met het achtergrondkoor bij een microfoon, afgewisseld met beelden van een motorrijder die over een begraafplaats rijdt bij het schijnsel van een volle maan.

## Kritische reacties
Het tijdschrift Sounds beschrijft het als "heavy metal-donder met boventonen van Bruce Springsteen ('t is H-A-R-D, maar deze maat zong met Ted Nugent...), een lyrisch, witte ruis-verhaal van gillende sirenes, zilverzwarte spookmotoren, het Ultieme Meisje en haar onschuld (altijd een belangrijk teken), eindigend in een dodelijke crash wanneer zijn hart uit zijn lichaam wordt gerukt en wegvliegt.

## Single-uitgave
Hoewel het album een grote hit was, was de single dat niet echt. In 1979 bereikte de single de 15de positie in de UK Singles Chart, de voorgaande twee singles kwamen niet verder dan de 30ste. 
In Nederland werd de single destijds wel regelmatig gedraaid op Hilversum 3, maar bereikte desondanks de destijds drie hitlijsten op de nationale publieke popzender (Nederlandse Top 40, Nationale Hitparade en de TROS Top 50 niet. Ook in de Europese hitlijst op Hilversum 3, de TROS Europarade, werd géén notering behaald.
In België werd géén notering behaald in de twee Vlaamse hitlijsten en de Waalse hitlijst. 
In december 1993 werd de single heruitgegeven, als gevolg van het grote succes van "I'd Do Anything for Love (But I Won't Do That)" in 1993. Deze keer bereikte de single de 8ste positie in de UK Singles Chart, waarmee Meat Loaf de eerste artiest in vele jaren was met twee singles in de Britse Top Tien, een prestatie die sinds 2002 niet meer voorkwam.

## Medewerkenden
- Todd Rundgren - gitaar, keyboard, slagwerk, "motorfiets-gitaar", achtergrondkoor
- Roy Bittan - piano, keyboard
- Jim Steinman - keyboard, slagwerk
- Kasim Sulton - basgitaar, achtergrondkoor
- Roger Powel - synthesizer
- Max Weinberg - drums
- Ellen Foley en Rory Dodd - aanvullend achtergrondkoor

## NPO Radio 2 Top 2000
| Nummer met noteringen in de NPO Radio 2 Top 2000 | '06 | '07 | '08 | '09 | '10 | '11 | '12 | '13 | '14 | '15 | '16 | '17 | '18 | '19 | '20 | '21 | '22 | '23 | '24 |
| ------------------------------------------------ | --- | --- | --- | --- | --- | --- | --- | --- | --- | --- | --- | --- | --- | --- | --- | --- | --- | --- | --- |
| Bat Out of Hell                                  | 252 | 337 | 644 | 340 | 280 | 285 | 228 | 310 | 309 | 256 | 321 | 332 | 352 | 363 | 441 | 416 | 278 | 306 | 370 |

1. ↑  Een vetgedrukt getal geeft de hoogste notering aan.
2. ↑  2006 was het eerste jaar met een notering voor dit nummer.